# Sint-Hubertuskapel (Weweler)

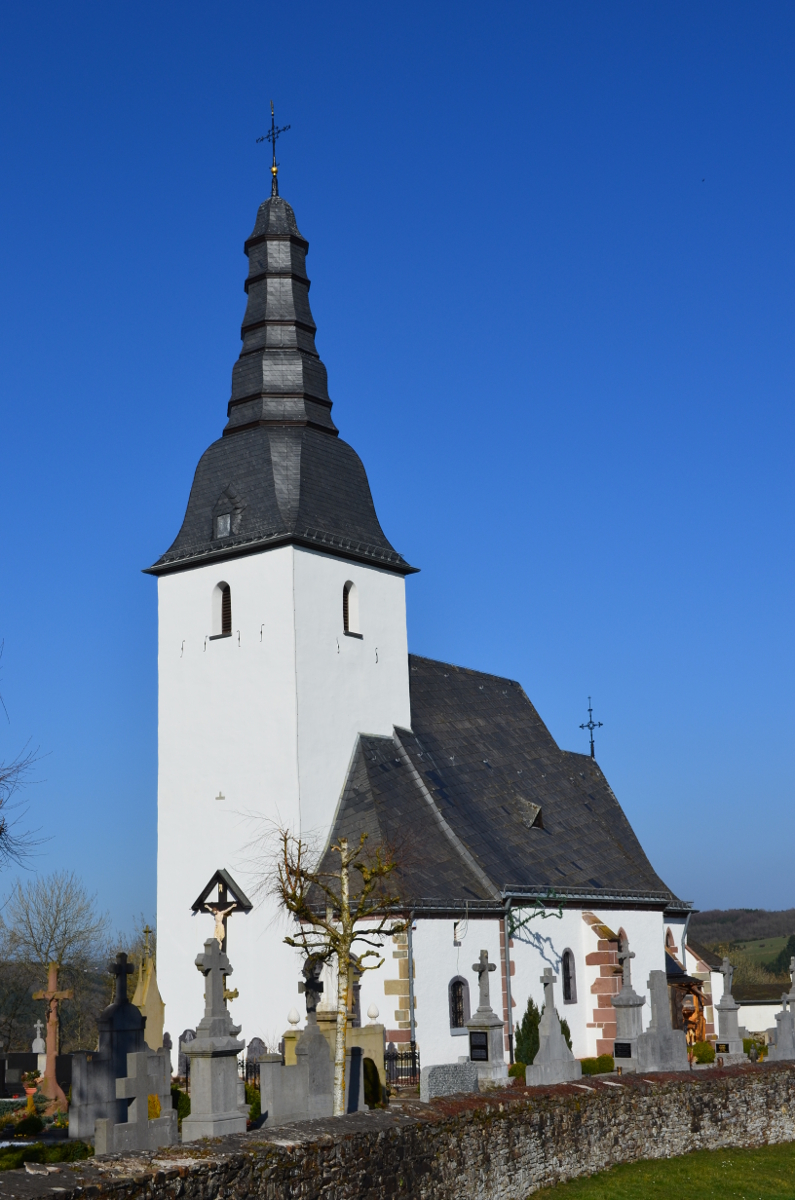
Sint-Hubertuskapel

De Sint-Hubertuskapel is een kapel, feitelijk een kerk, in de tot de gemeente Burg-Reuland behorende plaats Weweler in de Belgische provincie Luik.

## Geschiedenis
In 1313 werd voor het eerst een kerk te Wewilwre vermeld, en de eerste pastoor is bekend uit 1495.
Weweler was vanouds de centrale parochie voor de omliggende dorpen Reuland, Alster en Lascheid.
Uit de 13e eeuw is vermoedelijk de toren afkomstig. Het schip en het koor zijn in de 15e eeuw gebouwd, en in de 16e eeuw is het eenbeukige schip tot een tweebeukig schip uitgebouwd. In 1735 werd naast de toren een ingangsportaal met -hal aangebracht.
De kerktoren werd meerdere malen door de bliksem getroffen, zoals in 1678 en 1711. In 1712 werd de kenmerkende barokke spits aangebracht. Deze ging in 1918 door blikseminslag verloren en werd pas in 1986 in de oorspronkelijke vorm hersteld. Ook de klokken vielen door de brand in 1918 omlaag. Deze konden weliswaar worden hersteld, maar tijdens de Tweede Wereldoorlog werden ze door de Duitse bezetter gestolen om ze om te smelten.
In 1803 werd Reuland tot centrale parochiekerk verheven, waarbij de kerk van Weweler tot de status van kapel werd gedegradeerd. Slechts bij bijzondere gelegenheden worden nog Missen opgedragen. Wel is het omliggende kerkhof nog in gebruik.

## Interieur
Het hoofdaltaar is van 1774 in rococostijl. In 1777 werd het gepolychromeerd. Het altaar toont onder meer de Heilige Hubertus, die het hert vereert. Het tabernakel wordt geflankeerd door biddende engelen, welke echter in 2005 gestolen werden. Boven het tabernakel opnieuw een Hubertusbeeld.
Van dezelfde meubelmaker als het hoofdaltaar is het koorgestoelte. Twee adelaars, op een bol gezeten, sieren dit meubel. Verder is er nog een communiebank.
Een der zijaltaren is 18e eeuw, in barokstijl, en bevat een schilderij van het bezoek van Maria aan Elisabeth. Daarboven een beeld van de heilige Agatha.
Verder bevat de kapel enkele 17e-eeuwse grafzerken.